# Skryje (Boêmia Central)
Skryje é uma comuna checa localizada na região da Boêmia Central, distrito de Rakovník.